# نجات‌یافته از آشیانه عقاب
نجات‌یافته از آشیانهٔ عقاب (انگلیسی: Rescued from an Eagle's Nest) یک فیلم به کارگردانی جی. سیرل داولی است که در سال ۱۹۰۸ منتشر شد. از بازیگران آن می‌توان به هنری بی. والتهال و دیوید وارک گریفیت اشاره کرد.